# Reddick, Illinois
Reddick är en ort (village) i Kankakee County, och Livingston County, i Illinois. Vid 2010 års folkräkning hade Reddick 163 invånare.